# 大象灣
54°9′S 37°41′W / 54.150°S 37.683°W
大象灣（德語：Elephant Cove），是南極洲的海灣，位於南喬治亞群島，處於克盧查克角以北1公里，由德國探險隊繪入地圖，該海灣由英國海外領土管轄。